# Morley, Norfolk
Morley är en civil parish i Storbritannien.   Den ligger i grevskapet Norfolk och riksdelen England, i den sydöstra delen av landet, 140 km nordost om huvudstaden London. Antalet invånare är 973. Arean är 8,2 kvadratkilometer.
Terrängen i Morley är mycket platt.